# Hôpital adventiste de Bangkok
L’hôpital adventiste de Bangkok (en thaï, โรงพยาบาลมิชชั่น เป็นหนึ่งในกว่า) est un centre hospitalier adventiste situé à Bangkok en Thaïlande, communément appelé  Mission Hospital par les thaïlandais. C'est l'un des rares hôpitaux privés accrédités du pays.

## Histoire
En 1937, l'hôpital de douze lits (et une clinique de 50 lits) fut fondé grâce au financement du philanthrope et capitaine de marine mexicain Thomas Hall. Dr Ralph Waddell et sa femme Ellen, Nai Pleng Vitiamyalaksna, et le pasteur Kon Vui-leong se chargèrent de son fonctionnement. Vers la fin des années 1930, à 1,5 km de là, une structure de 30 lits (appelée " l'Annexe ") fut ajoutée, et une école d'infirmiers démarra en mai 1941,,.
Au début de la Seconde Guerre mondiale en Asie du Sud-Est, l'Annexe se trouva fermée et Ralph et Ellen Waddell quittèrent le pays. L'hôpital fonctionna sous la direction de Nai Pleng et du médecin roumain S. Bene. Après la guerre, l'Annexe devint en 1946 le premier bâtiment du "  Sanitarium et hôpital de Bangkok ". En 1973, il fut renommé sous son nom actuel,,.

## Services
Le slogan de l'hôpital est « venez sentir la différence », c’est-à-dire dans la qualité de service, l'équipement, l'alimentation, la compétence des médecins, l'atmosphère spirituelle, la promotion de la santé, « les traitements innovants, l'éducation patiente, et les soins aussi bien de l'esprit que du corps ». Sa déclaration de mission indique l'objectif de « partager l'amour de Dieu par l'offre innovatrice de soins médicaux ». L'institution comprend :
- Centre dentaire
- Clinique du traitement de la peau par laser
- Unité d'hémodialyse
- Clinique du traitement des allergies
- Clinique de traitement du sein
- Clinique du traitement gastrointestinal
- Clinique de la chirurgie[6],[7]

Ces services incluent notamment : acupuncture, traitement de l'asthme, chirurgie, obstétrique et gynécologie, oncologie, soins cardio-pulmonaires, traitement du diabète, neurologie, réhabilitation, néphrologie, beauté de la peau, santé des hommes, service des enfants, ophtalmologie, radiologie, médecine interne, gériatrie, pédiatrie, esthétique dentaire,.
Le service d'urgence de l'hôpital adventiste de Bangkok travaille 24 heures sur 24 en coopération avec Global Air Rescue, une compagnie d'aviation spécialisée dans le transport des malades au centre hospitalier, ou de l'hôpital vers d'autres destinations.
L'hôpital adventiste de Bangkok possède un " Centre de promotion de la santé " de 60 lits au hameau de Muak Lek dans la province de Saraburi (près de l'université internationale de l'Asie-Pacifique) qui préconise les principes de la santé totale. Il opère une clinique mobile, fréquemment utilisée pour ses œuvres de charité et l'examen médical des employés des sociétés et des usines. L'hôpital possède aussi une " Clinique Mission de la santé " très fréquentée par les touristes à la rue Khao San à Bangkok,.